# New Foundations
Pour les articles homonymes, voir NF.
En logique mathématique, New Foundations (NF) est une   théorie des ensembles axiomatique introduite par Willard Van Orman Quine en 1937, dans un article intitulé « New Foundations for Mathematical Logic », et qui a connu un certain nombre de variantes. Pour éviter le paradoxe de Russell, le principe de compréhension est restreint aux formules stratifiées, une restriction inspirée de la théorie des types, mais où la notion de type est implicite. Personne n'a pu jusqu'à présent démontrer la consistance de NF relativement à une théorie axiomatique usuelle (comme ZFC et ses extensions). Mais en 1969, le mathématicien américain Ronald Jensen a montré qu'en ajoutant des ur-éléments à NF, on obtenait une théorie NFU consistante relativement à l'arithmétique de Peano. En 1982, le mathématicien belge Marcel Crabbé a montré la consistance de deux systèmes qu'il a appelé NFP et NFI, avec une restriction vis-à-vis de NF sur les formules sur lesquelles peut porter la compréhension.
À la différence de ZFC, on montre dans NF l'existence d'un ensemble de tous les ensembles, et la définition de Frege de la cardinalité (un cardinal comme ensemble classe d'équivalence de la relation d'équipotence) peut être utilisée. La version complète de NF permet de démontrer la négation de l'axiome du choix.